# 結集ひろしま
結集ひろしま（けっしゅうひろしま）は、2019年6月設立の、広島県に所在する日本の野党系の政治団体。旧称は、国民主権を取り戻すために結集する広島政党連絡会（こくみんしゅけんをとりもどすためにけっしゅうするひろしませいとうれんらくかい）。代表は佐藤公治衆議院議員。オブザーバー参加に連合広島（会長：大野真人）がいる。

## 経緯
2018年6月23日、旧希望の党解党後無所属で活動していた佐藤公治衆議院議員と、国民民主党広島県連代表の森本真治参議院議員、社会民主党、政治団体「新社会党」の県組織の代表が記者会見を開き、立憲民主党・国民民主党・社会民主党の県内組織などで構成される、翌年の統一地方選や第25回参議院議員通常選挙を見据えた野党連携を推し進めるための任意団体「国民主権を取り戻すために結集する広島政党連絡会」（略称：結集ひろしま）の設立を発表した。 
2019年6月23日、「国民主権を取り戻すために結集する広島政党連絡会」が政治団体として正式に設立され、佐藤公治が代表に就任。 参議院選挙 広島選挙区（改選数2）に出馬する森本真治を推薦することで合意した。
2019年7月21日、推薦を受けて無所属（国民民主党籍）で出馬した森本真治が参議院選挙（改選定数2）でトップ当選。この時、自由民主党から出馬し自由民主党本部から1億5000万円の選挙資金の提供を受けた河井案里も当選した。
2019年8月10日、代表の佐藤公治衆議院議員の指名により、幹事長に森本真治が就任した。
2021年3月20日付で、正式名称を「国民主権を取り戻すために結集する広島政党連絡会」から「結集ひろしま」に変更した。同年同月、副代表に宮口治子が就任した。
2021年4月25日、宮口治子が河井案里議員辞職による参議院広島県選挙区の再選挙に「結集ひろしま」公認（立憲民主党・国民民主党・社会民主党推薦）で出馬し、自由民主党新人西田英範（公明党推薦）を破り初当選。
2021年10月31日、代表の佐藤公治が第49回衆議院議員総選挙 広島6区で、自由民主党小島敏文（推薦：公明党）を破り当選。
2022年2月、国民民主党が「結集ひろしま」に加わった。
連合広島（会長：大野真人）が「結集ひろしま」にオブザーバー参加している。
2022年7月10日、推薦を受けて無所属で出馬した三上絵里が、過去最多の現新10人が立候補した参議院広島県選挙区（改選定数2）で当選。

## 役員
| 役職     | 氏名     | 議会   | 所属政党   |
| -------- | -------- | ------ | ---------- |
| 代表     | 佐藤公治 | 衆議院 | 立憲民主党 |
| 代表代行 | 礒﨑哲史 | 参議院 | 国民民主党 |
| 副代表   | 三上絵里 | 参議院 | 無所属     |
| 幹事長   | 森本真治 | 参議院 | 立憲民主党 |

出典

## 選挙結果
第25回参議院議員通常選挙（2019年7月21日）
- 森本真治 - 広島県選挙区、当選（無所属、国民民主党籍）

参議院広島県選挙区再選挙（2021年4月25日）
- 宮口治子 - 広島県選挙区、当選（結集ひろしま公認）

第49回衆議院議員総選挙（2021年10月31日）
- 有田優子 - 広島1区、落選（社会民主党公認）
- 大井赤亥 - 広島2区、落選（立憲民主党公認）
- ライアン真由美 - 広島3区、落選（立憲民主党公認）
- 上野寛治 - 広島4区、落選（立憲民主党公認）
- 野村功次郎 - 広島5区、落選（立憲民主党公認）
- 佐藤公治 - 広島6区、当選（立憲民主党公認）
- 佐藤広典 - 広島7区、落選（立憲民主党公認）

第26回参議院議員通常選挙（2022年7月10日）
- 三上絵里 - 広島県選挙区、当選（無所属）

第50回衆議院議員総選挙(2024年10月27日)
- 平本浩一 - 広島1区、落選 (立憲民主党公認)
- 福田玄 - 広島2区、比例当選 (国民民主党公認)
- 東克哉 - 広島3区、比例当選 (立憲民主党公認)
- 佐藤公治 - 広島5区、当選（立憲民主党公認）
- 井上信也 - 広島6区、落選 (立憲民主党公認)

この選挙から選挙区が7から6に減っていて4区は国民民主が候補者擁立を模索したものの断念した。
第27回参議院議員通常選挙（2025年7月20日）
- 森本真治 - 広島県選挙区、当選（立憲民主党公認）